# Морана
Морана (Мора, Морена, Моржана, Марана, Мара, Марена, Маржана) је у словенској традицији симбол смрти и зиме.
Појављује се у разним обличјима. Најчешће као лепа девојка, врло бледа, са вучјим очњацима и канџама. Њен други лик је онај попут Баба Јаге, ружне старе вештице.

## Етимологија
Треба приметити, да Мора, Морана, Морена, јавља се код свих Словена. Код Чеха моравских, у пролеће момци и сад праве лутку, слику Морене, богиње зиме и смрти, па је бацају у воду. Зендско и санскрит мара јест смрт (Фиек, Вергл. Wört. pp. 628–9). Мора, као и Ала, може бити мушкога рода. Име јој се, онда, саставља са бĕс, те је Бĕсомар (страшна Мора).
Именом Мора Лужички Срби означавали су „богињу болести, Богињу смрти”; код Пољака и Руса „обману, привиђење, дух, сан и утвару”, „кућни дух”; у словачком мара је „болест”; у прасловенском мара значи „привиђење, обмана, визија, авет”; у српско-црквенословенском мора значи „вештицу”. У термину мора до сада је сагледано низ атрибута: „облачан, мрачан, таман”, али и: „потамнити, затамнити; привиђати”, мрети. Једном речи овај термин је повезан са прасловенским морв који значи „смрт” и са мерти — „умрети”.

## Особине
Зима, смрт и мрак — три су атрибута Морана и Моране. Као богиња зиме она никад није била омиљена међу старим Словенима што се и може разумети ако се узме у обзир поднебље у коме су они некад живели. Морана је била дуга и хладна зима, зима која је са собом могла да донесе смрт у облику глади и неиздрживе хладноће, која је могла да буде узрок болести или помора стоке. Због тога се њен долазак увек са страхом ишчекивао, а одлазак бурно и радосно славио.

## Обичаји
Бројни ритуали везани су за овакво испраћање Моране. Најчешће се правила лутка која је представљала ову богињу и која би потом била ритуално уништавана. Лутку направљену од сламе или прућа народ би тако тукао моткама, да би је потом бацио у воду или евентуално спаљивао. У месецу марту практиковао се још један ритуал везан за Морану. То су биле такозване мачкаре које је чинила маскирана поворка људи окупљених са циљем да уплаше и отерају Морану.
Мораниним именом се назива и лутка од сламе која је коришћена у ритуалима везаним за умирање и васкрсење у природи или у чинима за кишу.
Тај обичај је постојао и у готово свим словенским земљама, али се није тако звао. У неким селима, тај обичај још увек постоји. Моранина лутка је такође кориштена и у другим ритуалима, везаним за умирање или дозивање кише. Стари Словени веровали су да све зимске непогоде, снег, лед, мраз и смрт долазе од Моране.

## Веровања
Код Источних Словена, Морана је била богиња плодности, жена и „женских послова”, као што је предење, тако да је тамо и на северу Русије мешана са Мокошом, богињом-мајком, богињом земље. Могуће да је то због мита о Јаровиду, у коме је Морана, када се уда за Јаровида, богиња земље и пролећа, а кад га Перун убије, она постаје стара вештица, богиња зиме.
| „                              | Мором се код нас сматра вјештица која се покајала и зарекла да неће људи више јести, него их само ноћу притискује и дихање им зауставља. Гдјекоји опет мисле да је дјевојка која ће постати вештица, док се не уда. Кога притискује мора, треба да стави за врата оне собе где ће спавати метлу наопако кад пође спавати. | ” |
| — Вуков Рјечник под речју мора | |   |

Можда је име Мора постала народном етимологијом од морити. И Лада и Морана припадају традиционалној књижевности.
| „                    | „Ој Водане Водане, Црни и зли Божоле! Ево теби дарова: Рујна вина црвена, Зелен венац младенца, И младице невесте. Шарен јаглук везени, Чим се руке скривају, … Све сватовско ево ти, Све ти даре дајемо. Не пушт сина Морана, И невесте Морице, Оне љуте вражице. Што нам момке варају, У дубљине одводе, На вртлоге на воде. Не пушт не пушт Морана, … Да нам киту не носи, У вртлоге проклете, Где Морице вртлају, Горње људе топају, Утопљују и људе, И невесте млађане” | ” |
| — Из народне поезије | |   |